# Sulfito reductasa (ferredoxina)
La sulfito reductasa (ferredoxina) (EC 1.8.7.1, ) es una enzima que cataliza la siguiente reacción química: This enzyme catalises the following chemical reaction
Por lo tanto los sustratos de esta enzima son sulfuro de hidrógeno, ferredoxina y agua; mientras que sus productos son sulfito, ferredoxina reducida y iones hidrógeno.

## Clasificación
Esta enzima pertenece a la familia de las oxidorreductasas, más específicamente a aquellas oxidorreductasas que utilizan un grupo azufrado como donante de electrones y una sulfoferroproteína como aceptor.

## Nomenclatura
El nombre sistemático de esta clase de enzimas es sulfuro-de-hidrógeno:ferredoxina oxidorreductasa; también se la conoce con el nombre de ferredoxina-sulfito reductasa.

## Estructura y función
En bacterias y plantas (cloroplastos), esta enzima participa en la asimilación de azufre como sulfato por la vía reductiva.  Además cumple una función protectiva contra niveles elevados de sulfito. En Nicotiana benthamiana la depleción de esta enzima produce la destrucción de los cloroplastos. Esta sulfito reductasa es una ferroproteína.